# Søren von Essen
Søren von Essen (født 10. juli 1979 i Fredericia) er en dansk professionel fodboldspiller, hvor hans primære position på banen er i det centrale forsvar og sekundært som midtbanespiller. Hans nuværende klub er 1. divisionsklubben Boldklubben Fremad Amager, som han skrev kontrakt med i sommeren 2005. Han debuterede for klubben den 31. juli 2005 mod Boldklubben Frem.
Søren er født og opvokset i Fredericia. Han startede oprindeligt med at spille fodbold i Fredericia fF for sidenhen at have fortsætte i overbygningen FC Fredericia. Søren von Essen underskrev en et-årig kontrakt med Ølstykke FC i sommeren 2002, som efterfølgende blev forlænget med yderligere et år i sommeren 2003. I sin tid i klubben blev han kendt for sit stærke hovedspil, nærkampsstærk og målfarlighed til trods for at han var forsvarsspiller. 2½ år senere blev han fyret af den nyankomne cheftræner Michele Guarini og skiftede i det følgende forår derfor til B.93, som den 3. februar 2005 indgik en kontrakt med ham for resten af 2004/2005-sæsonen. Da klubben rykkede ud af 1. division valgte han i sommerpausen at skifte til Boldklubben Fremad Amager i juli måned 2005.

## Spillerkarriere
- 198?-1998: Fredericia fF
- 1998-2002: FC Fredericia, 135 kampe og 14 mål, 1. division og 2. division
- 2002-2004: Ølstykke FC, 75 kampe og 12 mål, 1. division
- 2005-2005: B.93, 1. division
- 2005-: Boldklubben Fremad Amager, 43 kampe og 1 mål, 1. division [1]
- 2007-2007: Brønshøj Boldklub, 2. division øst 8 kampe og 0 mål